# Duben 2021

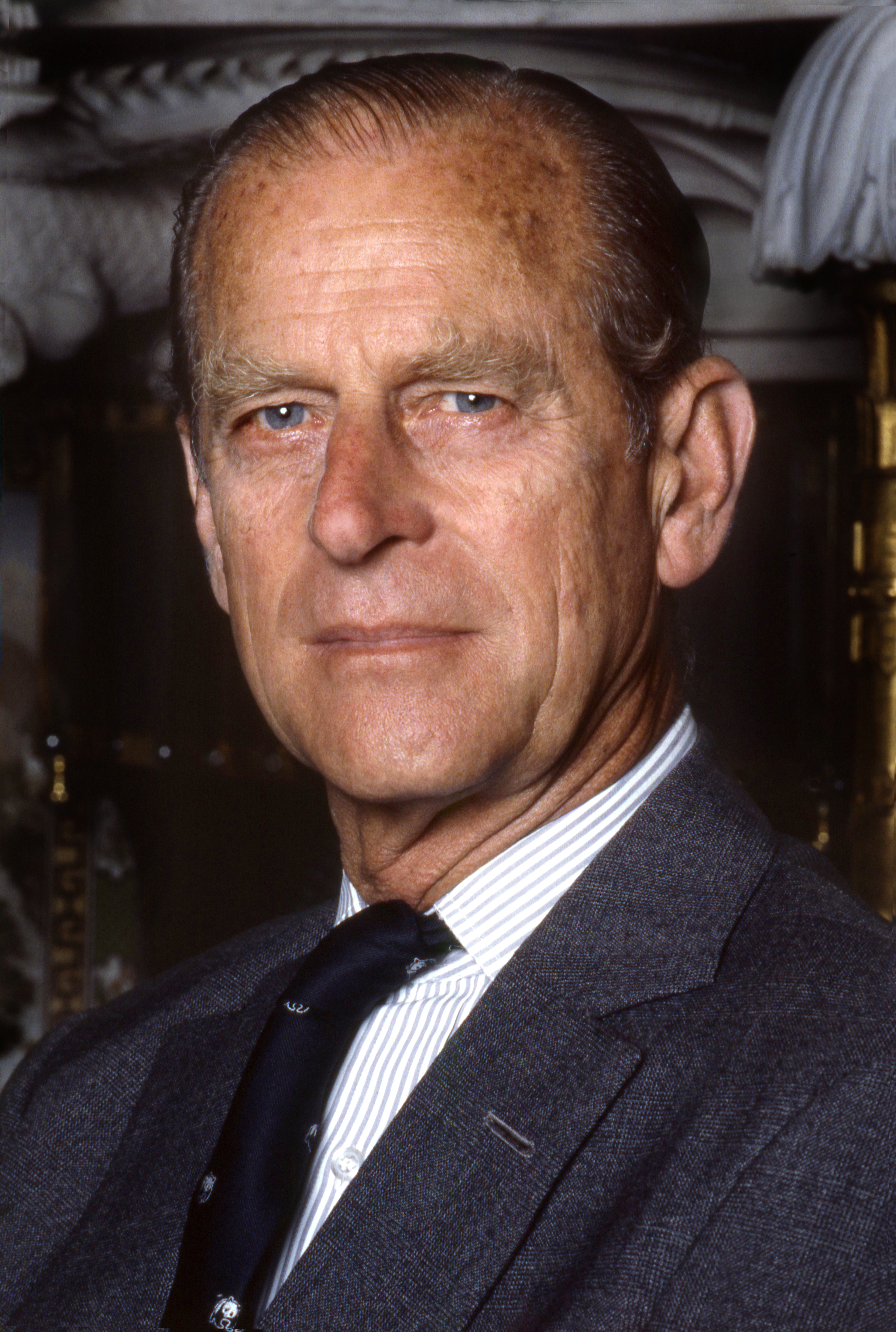
Princ Philip

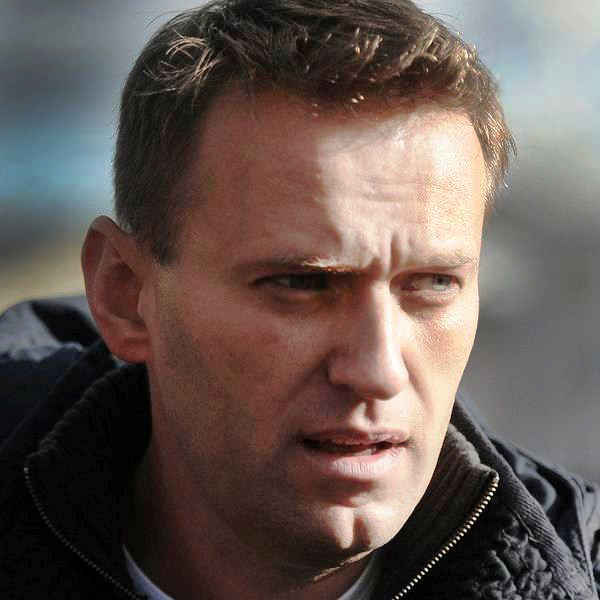
Alexej Navalnyj

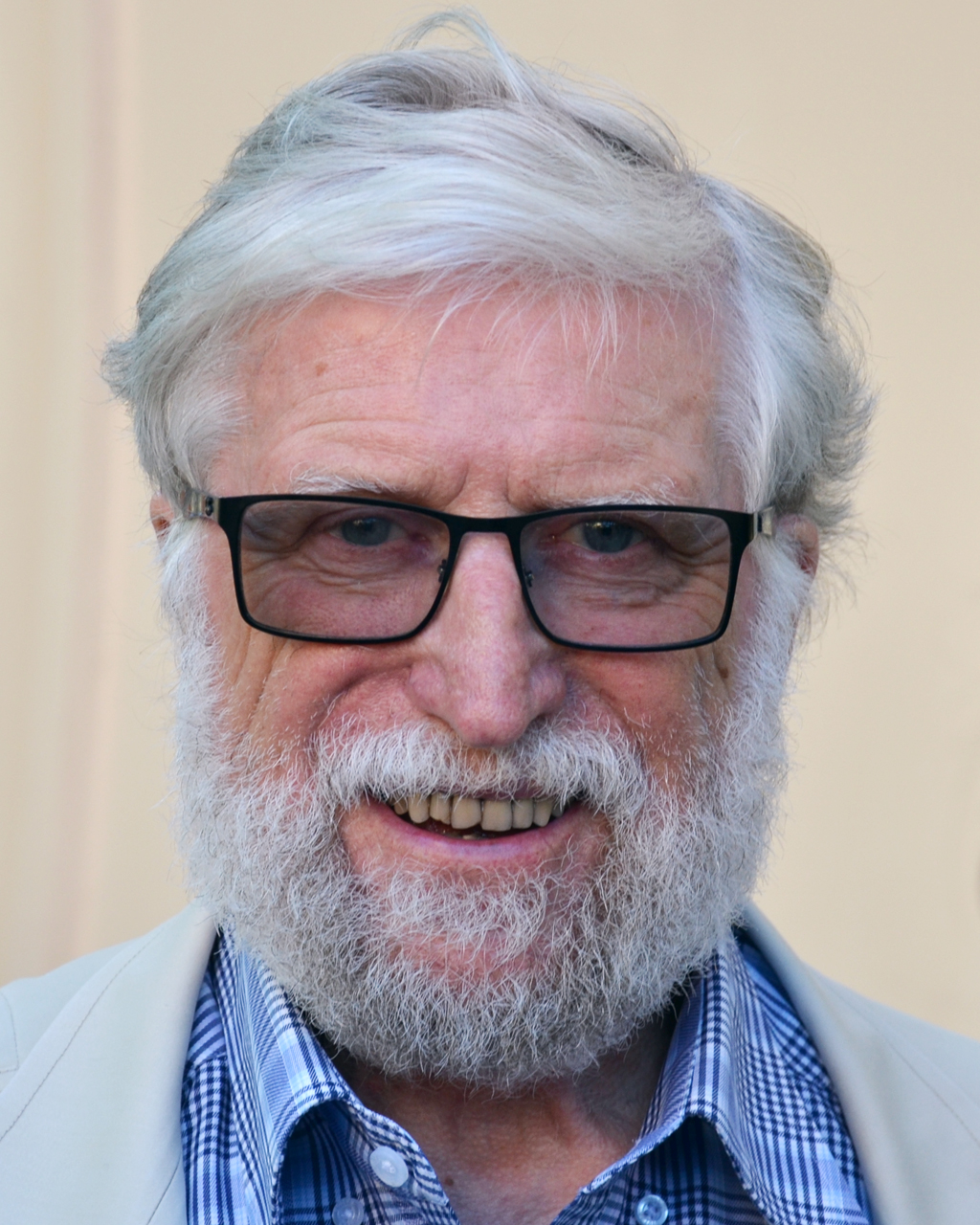
Ivan M. Havel

Toto je archivovaný článek z portálu Aktuality.
2. dubna – pátek
 Muž najel automobilem a následně zaútočil nožem na policisty před americkým Kapitolem. Útočník byl zastřelen, jeden z policistů zemřel na následky pobodání v nemocnici. 
 Při vykolejení vlaku na Tchaj-wanu zemřelo nejméně 50 lidí. 
 Rakousko a Slovinsko nabídlo Česku dohromady 40 tisíc dávek vakcíny proti covidu-19. 
4. dubna – neděle
 Kosovský parlament zvolil prezidentkou země Vjosu Osmaniovou. 
5. dubna – pondělí
 Nejméně 113 mrtvých si vyžádaly přívalové deště a sesuvy vyvolané cyklonem Seroja v indonéské provincii Východní Nusa Tenggara a sousedním státě Východní Timor. 
7. dubna – středa
 Ministr zdravotnictví Jan Blatný byl odvolán, ve funkci jej nahradil Petr Arenberger. 
 Ve věku 85 let zemřel český publicista, žurnalista a spisovatel Karel Pacner. 
 Dánské královské letectvo převzalo na základně Fort Worth první Lockheed Martin F-35 Lightning II z plánované dodávky 27 strojů. 
9. dubna – pátek
 Před výbuchem sopky Soufrière na karibském ostrově Svatý Vincenc bylo evakuováno 16 000 lidí. 
 Ve věku 99 let zemřel princ Philip, vévoda z Edinburghu (na obrázku), manžel britské královny Alžběty II. 
 K Mezinárodní vesmírné stanici odstartoval z kosmodromu Bajkonur Sojuz MS-18 s posádkou ve složení Oleg Novickij, Pjotr Dubrov a Mark Vande Hei. 
 V pražské zoo pošla gorila Bikira. 
 Cenu BAFTA za nejlepší film, režii, herečku v hlavní roli a kameru získal film Země nomádů. Nejlepším britským filmem roku 2020 se stal snímek Nadějná mladá žena. 
10. dubna – sobota
 Severovýchod Chebska zasáhlo zemětřesení o síle asi 3,2 stupně. 
 Brno v noci zhaslo lampy veřejného osvětlení a vědci z VUT vytvořili ortofotomapu nočního Brna pro zkoumání světelného znečištění. 
11. dubna – neděle
 Íránské jaderné zařízení u města Natanz ohlásilo potíže s elektrickou distribuční soustavou a Írán obvinil Izrael z kybernetického či jiného útoku, který v zařízení způsobil explozi. 
12. dubna – pondělí
 Ministr zahraničních věcí ČR Tomáš Petříček byl odvolán ze své funkce. Dočasně ho nahradil vicepremiér Jan Hamáček. 
 V Česku skončil nouzový stav, který platil od 5. října 2020 a byl tak zrušen zákaz pohybu mezi okresy nebo omezení nočního vycházení. 
13. dubna – úterý
 Japonský premiér Jošihide Suga oznámil, že voda kontaminovaná během havárie jaderné elektrárny Fukušima bude postupně vypouštěna do moře. 
 Komunistická strana Čech a Moravy vypověděla koaliční smlouvu Babišově vládě. 
14. dubna – středa
 Americký prezident Joe Biden oznámil stažení americké armády z Afghánistánu do 11. září 2021. 
 V egyptském guvernorátu Asijút se srazil autobus s cisternou a začal hořet. Při havárii zahynulo nejméně 20 lidí a další byli zraněni. 
 Íránský prezident Hasan Rúhání oznámil záměr země obohacovat uran na 60 %. Šlo o reakci na americké odstoupení od jaderné dohody z roku 2015 a předpokládaný izraelský útok na natanzský jaderný provoz. 
15. dubna – čtvrtek
 Na svou první státní návštěvu přijel do České republiky slovenský premiér Eduard Heger a setkal se s prezidentem Milošem Zemanem a premiérem Andrejem Babišem. 
16. dubna – pátek
 Raúl Castro rezignoval na funkci prvního tajemníka Komunistické strany Kuby, čímž ukončil vůdčí roli jeho rodiny ve vedení karibské země. 

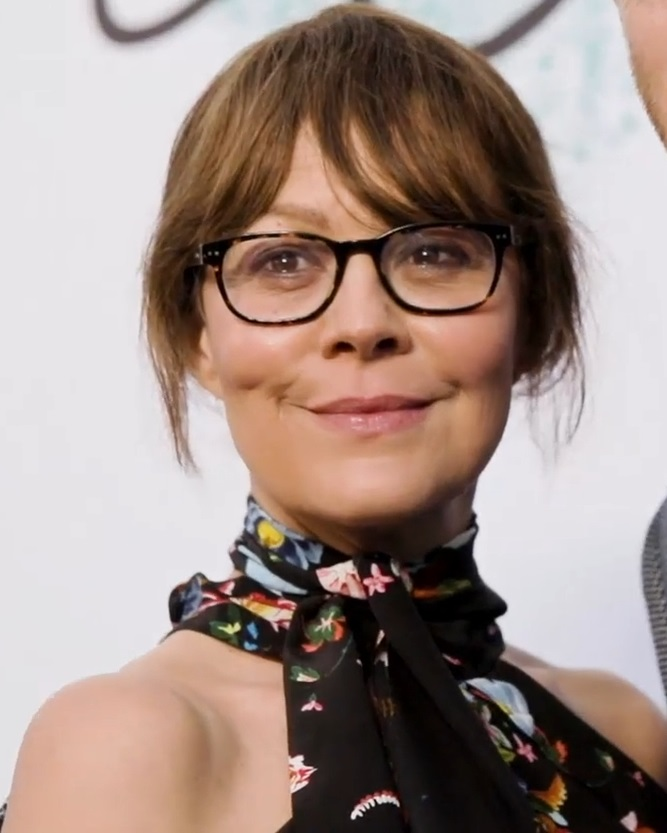
Helen McCroryová

 USA a Rusko si vzájemně vypověděly několik vysoce postavených diplomatů. První krok vykonal americký prezident Joe Biden v reakci na ruský vojenský nátlak na Ukrajinu. 
 Ve věku 52 let zemřela britská herečka Helen McCroryová (na obrázku). 
17. dubna – sobota
 Český premiér a vicepremiér oznámili vyhoštění 18 pracovníků ruského velvyslanectví pro podezření ze zapojení GRU do výbuchů muničních skladů u Vrbětic roku 2014. 
 Ve Spojeném království na hradě Windsor byl pohřben princ Philip, vévoda z Edinburghu, a manžel britské královny Alžběty II. 
18. dubna – neděle
 Ruské ministerstvo zahraničí oznámilo, že jako reakci na včerejší vyhoštění 18 pracovníků ruského velvyslanectví vyhostí 20 zaměstnanců české ambasády v Moskvě, což povede k praktickému ochromení její činnosti. 
19. dubna – pondělí
 Ve věku 93 let zemřel Walter Mondale, americký politik, senátor a bývalý viceprezident Spojených států. 
 Vrtulník Ingenuity provedl na Marsu první vrtulový let mimo planetu Zemi. 
 Vězněný ruský opozičník Alexej Navalnyj (na obrázku) byl po 20denní hladovce převezen do vězeňské nemocnice ve Vladimirské oblasti. 
20. dubna – úterý
 Na následky zranění zemřel čadský prezident Idriss Déby. 
21. dubna – středa
 Prezident Miloš Zeman jmenoval Jakuba Kulhánka novým ministrem zahraničních věcí. 
 Severně od ostrova Bali se ztratila indonéská vojenská ponorka s 53 lidmi na palubě. 
23. dubna – pátek
 K Mezinárodní vesmírné stanici odstartovala z mysu Canaveral kosmická loď Crew Dragon Endeavour s posádkou ve složení Robert Kimbrough, Megan McArthurová, Akihiko Hošide a Thomas Pesquet. 
24. dubna – sobota
 Na japonském ostrově Kjúšú vybuchla sopka Sakuradžima. 
 Americký prezident Joe Biden oficiálně uznal arménskou genocidu spáchanou vojáky Osmanské říše za první světové války. 
25. dubna – neděle
 Ve věku 82 let zemřel český vědec Ivan M. Havel (na obrázku). 
 Na 93. ročníku udílení Oscarů se nejlepším filmem stala Země nomádů, za nejlepší herecké výkony byli oceněni Frances McDormand a Anthony Hopkins. Českou kinematografii reprezentoval film Šarlatán. 
 Pátrací týmy nalezly u ostrova Bali vrak indonéské ponorky. Při nehodě zahynulo všech 53 lidí na palubě. 
 Arménský premiér Nikol Pašinjan oznáml rezignaci s tím, že vládu plánuje vést do červnových voleb. 
26. dubna – pondělí
 Z ruského kosmodromu Vostočnyj vynesla raketa Sojuz-2.1b 36 satelitů společnosti OneWeb. 
 Turecké úřady vydaly zatykač na 500 osob, které jsou údajně členy organizace Fethullaha Gülena. 
 Světové epicentrum pandemie covidu-19 se v posledních dnech přesunulo do Indie, kde byl opakovaně hlášen denní přírůstek přes 300 000 nakažených a během posledního měsíce bylo hlášeno kolem 3 000 úmrtí denně. 
 V liberecké zoo byla ze zdravotních důvodů utracena 58 let stará samice slona indického Rání, druhý nejstarší slon v České republice. 
27. dubna – úterý
 Při protivládních protestech v Čadu zemřelo několik lidí. 
28. dubna – středa

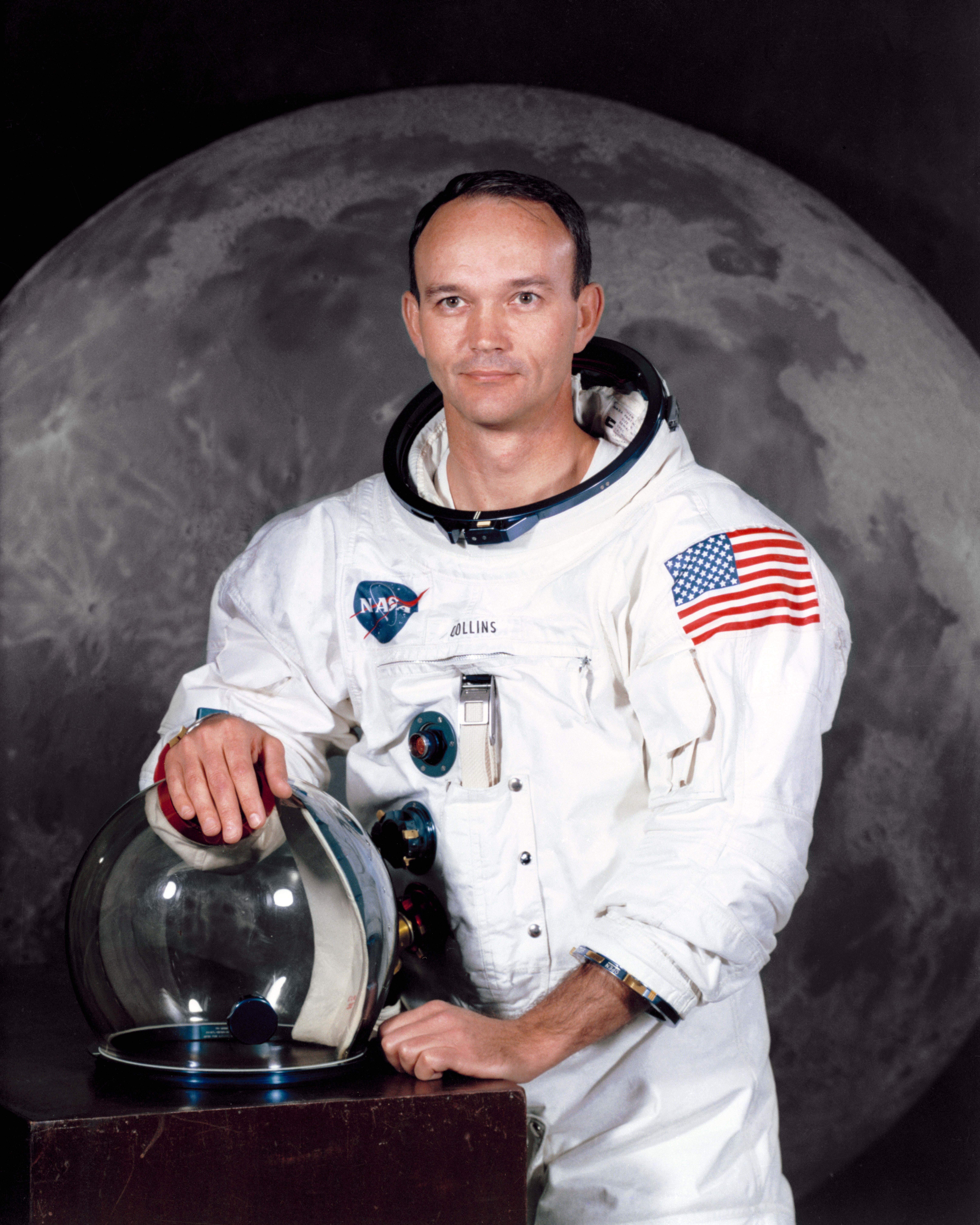
Michael Collins

 Zemřel americký astronaut Michael Collins (na obrázku), někdejší člen posádky kosmického letu Apollo 11. 
 Indický stát Ásám zasáhlo zemětřesení o síle 6,2 stupně. 
 Při požáru hostelu v centru Rigy uhořelo osm lidí. 
 Na hranici mezi Kyrgyzstánem a Tádžikistánem došlo k ozbrojeným střetům. 
30. dubna – pátek
 Při tlačenici během oslav svátku Lag ba-omer v izraelském Meronu zemřelo 44 účastníků a přes 100 jich bylo zraněno. 
 Při výbuchu bomby ve městě Pol-e Alam v provincii Lógar na východě Afghánistánu zemřelo nejméně 30 lidí, desítky dalších byly zraněny. 
 Desítky lidí přišly o život, stovky utrpěly zranění a tisíce musely opustit své domovy kvůli vojenskému pohraničnímu konfliktu mezi Tádžikistánem a Kyrgyzstánem. 
 Rusko zakázalo vstup 8 osobám ze struktur Evropské unie a členských zemí, včetně předsedy parlamentu Davida Sassoliho a komisařky Věry Jourové. 